# Lothar Stäber
Lothar Stäber (Erfurt, 4 maggio 1936) è un ex pistard tedesco.

## Palmarès

### Olimpiadi
- 1 medaglia:
  - 1 argento (Roma 1960 nel tandem[1])